# گوردون داونی
گوردون داونی (انگلیسی: Gordon Downie؛ زادهٔ ۳ مارس ۱۹۵۵) شناگر اهل بریتانیا بود.
وی در مسابقات کشوری و بین‌المللی در مجموع برندهٔ ۱ مدال نقره، ۲ مدال برنز شده‌است.